# 기밀성
기밀성(機密性, 영어: confidentiality) 또는 비밀보호(秘密保護), 비밀 보장(秘密保障)에는 특정 유형의 정보에 대한 액세스를 제한하거나 배포를 제한하는 기밀유지 협약을 통해 일반적으로 실행되는 일련의 규칙 또는 약속이 포함된다.

## 법적 기밀성
법률에 따라 변호사는 의뢰인의 변호와 관련된 모든 사항을 기밀로 유지해야 하는 경우가 많다. 기밀 유지 의무는 변호사와 의뢰인 간의 의사소통에만 적용되는 변호사-의뢰인 증거 특권보다 훨씬 더 광범위하다.

## 의료 기밀
의사와 환자 간의 대화에는 일반적으로 기밀 유지가 적용된다. 법적 보호는 의사가 법정에서 선서한 경우에도 환자와의 특정 논의를 공개하는 것을 방지한다. 이러한 의사-환자 특권은 의료 서비스를 제공하는 과정에서 의사와 환자 간에 공유된 비밀에만 적용된다.
이 규칙은 적어도 히포크라테스 선서로 거슬러 올라간다. 그 내용의 일부는 다음과 같다.
나의 직업적 봉사와 관련하여 있든 없든 내가 사람의 삶에서 보고 듣는 것은 무엇이든 언급해서는 안 된다. 해외에서는 그러한 모든 것이 비밀로 유지되어야 한다고 생각하여 누설하지 않겠다.
전통적으로 의료 윤리에서는 '기밀 유지 의무'를 상대적으로 협상할 수 없는 의료 관행의 원칙으로 간주해 왔다.

## 같이 보기
- 기밀정보
- 기밀유지 협약
- 영업 비밀
- 인티그리티
- 증언거부특권
- 취재원 비닉권
- 프라이버시 법
- 특정 비밀의 보호에 관한 법률